# Silene procumbens
Silene procumbens là loài thực vật có hoa thuộc họ Cẩm chướng. Loài này được Murray miêu tả khoa học đầu tiên năm 1786.